# Abderrahmane Zniber
Pour les articles homonymes, voir Zniber.
Dr Abderrahmane Zniber (1918 à Salé-1983 à Casablanca), en arabe : عبد الرحمان زنيبر, est un résistant, homme politique et nationaliste marocain, l'un des premiers médecins titulaire d'un doctorat de médecine au Maroc et le premier ambassadeur du Maroc en Chine.

## Biographie

### Jeunesse et formation d'un des premiers médecins du Maroc
Abderrahmane Zniber, fils de Mohammed Ben Brahim Ben Hajji Zniber, est né le 18 août 1918 au sein d'une ancienne famille patricienne d'origine andalouse établie à Salé depuis plusieurs siècles.
Le Dr Abderrahmane Zniber appartient à la branche des Hajji Zniber, l'une des sept branches de la famille Zniber de Salé. Il compte parmi ses ancêtres directs Mohammed Ben Hajji Ben Kacem Zniber, mort en 1780 (1194 de l'Hégire), Cadi de Salé, khatib à la Grande Mosquée de Salé, écrivain et poète. Plusieurs de ses manuscrits nous sont parvenus dont Nayl al-buchra wa as-sa'ada al-kubra conservé à la Bibliothèque nationale du royaume du Maroc et à la bibliothèque de la Fondation du roi Abdul-Aziz Al-Saoud.
Le père d'Abderrahmane, Mohammed Ben Brahim Zniber mort en 1930 était katib (secrétaire) au Ministère des habous puis Nadir des habous (Administrateur et conservateur des fondations pieuses) à Safi ensuite Nadir des Grands Habous (al-Ahbas al-Kobra) à Marrakech en 1917 et enfin Nadir des habous de Sidi Frej à Fès. L'oncle d'Abderrahmane, Ahmed Ben Hajj Brahim Zniber dit "az-Zit" mort en 1957 ou 1962 et enterré à Médine, était un négociant, cheikh al-mounchidin (Cheikh des psalmodieurs) et spécialiste des panégyriques soufis à Salé,,.
Abderrahmane Zniber effectue ses études secondaires au Lycée Gouraud, ancêtre du Lycée Descartes, à Rabat. C'est un élève brillant qui figure souvent en tête des classements et des concours de l'établissement dont les palmarès et résultats sont publiés dans la presse.
Abderrahmane Zniber rejoint l'université de Montpellier en novembre 1938. Son départ est même annoncé dans la presse locale. Il fait alors partie de la première promotion de docteurs en médecine du Maroc. Il est aussi le premier docteur en médecine de Salé.
Parmi ses camarades de promotion marocains à Montpellier figurent un certain nombre de nationalistes et futurs hauts responsables dont le ministre d'État Moulay Ahmed Alaoui, l'ambassadeur à Paris Abdellatif Benjelloun, ses compatriotes de Salé El Mehdi Ben Aboud premier ambassadeur aux États-Unis ou encore le premier docteur en pharmacie de Salé Larbi Hassar (1918-2010).
Sa thèse de doctorat présentée en 1946 a pour titre La Pyrétothérapie par le propidon intraveineux en thérapeutique articulaire.
Jeune, Abderrahmane Zniber préside le Club littéraire de Salé fondé en 1927 et réunissant les jeunes nationalistes de l'intelligentsia de Salé qui se situait à Dar Kabbaj dans le quartier de Cherratine dans la médina avant de se réunir dans une demeure près de Sidi Kacem Ghlid à Bab Hsayen. Parmi les autres présidents du club on peut citer Mohammed Hassar, Abdelkrim Bouallou ou encore Abou Bakr Sbihi. Le club organisait plusieurs conférences thématiques dont l'une sur le cancer donnée par Abderrahmane Zniber.

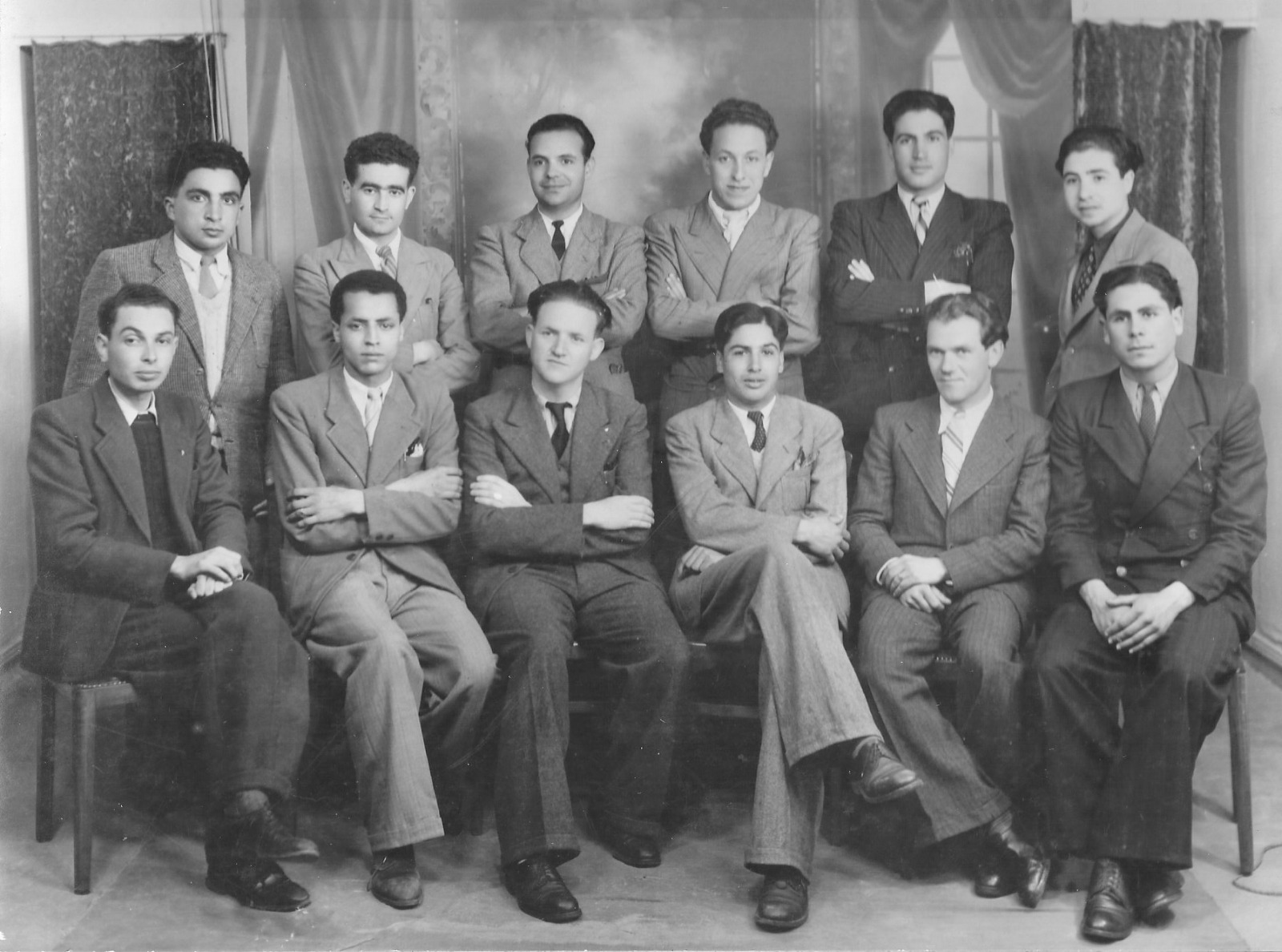
Premier comité du Mouvement national marocain en France à la fin de la guerre au sein de l'Association musulmane constituée à Montpellier. Il s'agit également de la première promotion marocaine de la faculté de médecine et de pharmacie de Montpellier en 1945.
On voit notamment au centre Abderrahmane Zniber assis (3e à partir de la gauche), Larbi Hassar assis (1er en partant de la gauche), Moulay Ahmed Alaoui assis (2e en partant de la gauche), El Mehdi Benaboud debout (2e en partant de la gauche), Abdellatif Benjelloun debout (2e en partant de la droite).

### Carrière et engagement pour l'indépendance au sein du Mouvement national
Très tôt engagé dans le mouvement national marocain à côté d'autres résistants Slaouis et membres de la famille Zniber, il est épinglé par les services de renseignements de la Résidence générale. Il est même victime d'une tentative d'assassinat dans les années 1940. L'ODAT, milice française contre les cellules nationalistes clandestines distribua un tract où figurait une liste de Français (traîtres à ses yeux) et Marocains à abattre mentionnant le Docteur Abderrahmane Zniber, l'historiographe et médecin Delanoë ou encore Mehdi Ben Barka.
En 1943, il fait partie de la Chambre marocaine du Conseil du gouvernement. Il est signataire des premiers documents officiels préparant la rupture avec le Protectorat français aux côtés de Mehdi Ben Barka, de Mohamed Zeghari, de Ahmed Bahnini et de Mohamed Lyazidi. Sur ces cinq personnalités, seul le nom d'Abderrahmane Zniber ne figure pas parmi la liste des signataires du Manifeste de l'indépendance du 11 janvier 1944 porté par le parti de l'Istiqlal. Pour l'historien marocain Mostafa Bouaziz, Abderrahmane Zniber a été "écarté" de cette liste, chose que l'historien soulève lors d'un colloque organisé par la revue Amal lors duquel l'historien Mohamed Hajji met la lumière sur le manifeste de l'indépendance oublié du Parti démocratique de l'indépendance. Abderrahmane Zniber, qu'il qualifie d'"esprit libre", était pour une union des différentes sensibilités politiques au sein du Mouvement national et était au-dessus des querelles partisanes. En effet, plusieurs nationalistes et résistants importants ne figurent pas parmi les 58 signataires du Manifeste de l'indépendance du 11 janvier 1944 signé principalement par les partisans de l'Istiqlal, soit parce qu'ils étaient absents ou en exil, soit pour avoir exprimé leur désaccord avec la vision du Parti de l'Istiqlal dans un contexte de rivalité puis de quasi-guerre fratricide entre le Parti de l'Istiqlal d'Allal El Fassi et la Haraka al-Qawmiyya futur Parti démocratique de l'indépendance (PDI) ou Parti de la Choura et de l'Istiqlal de Mohamed Hassan Ouazzani. Il existe quatre autres manifestes de l'indépendance, la mémoire collective n'ayant retenu que celui du Parti de l'Istiqlal du 11 janvier 1944, dont les deux autres plus importants sont ceux du 14 février 1943 publié par les nationalistes de la zone nord espagnole et celui du 13 janvier 1944 du PDI.
Le Dr Abderrahmane Zniber participe également en tant que médecin militaire à l'opération de maintien de la paix au Congo sous l’égide de l’ONU ((ONUC) en 1960 dans le contexte des tensions opposant les partisans de Moïse Tshombé et Patrice Lumumba.
Abderrahmane Zniber avait également la réputation d'un médecin philanthrope. Tout comme le "bon docteur" El Mehdi Ben Aboud à son retour à Salé après avoir été ambassadeur aux États-Unis, il continuera à recevoir les patients dans son cabinet à Salé et à soigner les nécessiteux parfois à titre gratuit. L'historien marocain Mostafa Bouaziz le compte parmi les acteurs du Mouvement national tombés dans l'oubli et qu'il qualifie de "marginalisés de l'Histoire du Maroc" à l'instar de Saïd Hajji et d'autres Slaouis.

### Le premier ambassadeur du Maroc en Chine

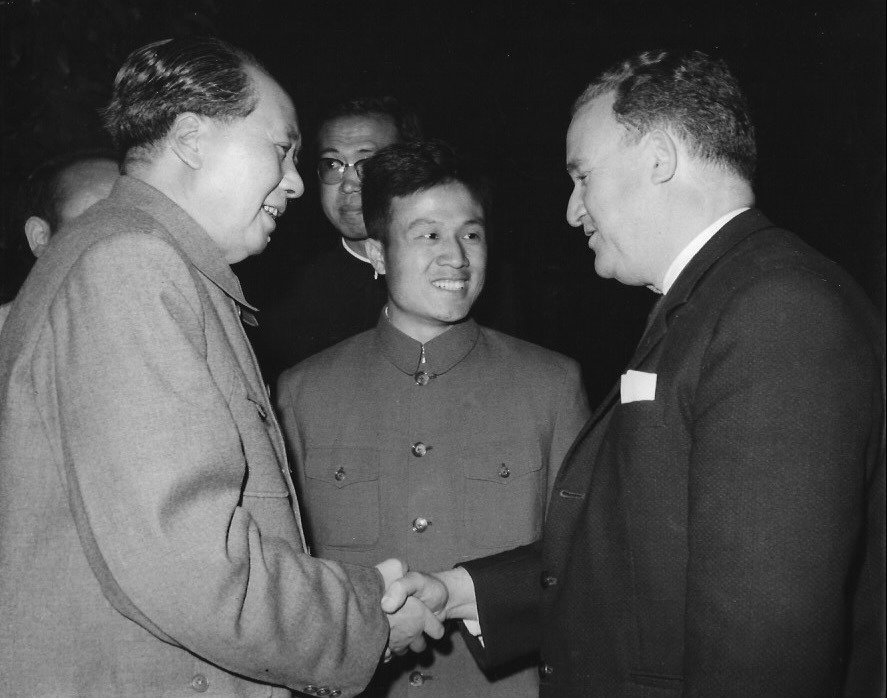
Dr Abderrahmane Zniber premier ambassadeur du Maroc en Chine reçu par Mao Zedong vers 1962

Les relations diplomatiques entre le Maroc et la Chine datent de 1958. Abderrahmane Zniber effectue un premier voyage en Chine en compagnie de Mehdi Ben Barka dans le cadre de la délégation marocaine envoyée par le roi Mohammed V. Les deux hommes sont reçus par Mao Zedong à Pékin en 1959,. Il est reçu par le roi Mohammed V à son retour de Chine.
En 1962, il devient le premier ambassadeur du Maroc indépendant en Chine. Le Dr Abderrahmane arrive à Pékin le 4 septembre 1962. Il rencontre Chu Teh le 28 septembre 1962.
Il remet ses lettres de créances au président Liu Shaoqi le 30 avril 1962 en tant que "premier ambassadeur extraordinaire et plénipotentiaire". Abderrahmane Zniber était un ami de Zhou Enlai ministre des affaires étrangères puis Premier ministre du Conseil des affaires de l'État de la république populaire de Chine. Il contribuera à préparer la visite de Zhou Enlai au Maroc lors de sa tournée africaine. Zhou Enlai sera reçu chaleureusement par le roi Hassan II le 27 décembre 1963.
Dans le cadre de sa mission, il rencontre le roi du Cambodge Norodom Sihanouk en 1963,.
L'ambassadeur Abderrahmane Zniber rentre à Rabat en 1965. Zhou Enlai effectuera une visite privée d'adieu chez Abderrahmane Zniber le 9 février 1965. L'ambassadeur quitte Pékin le 17 février 1965 et arrive à Casablanca le 28 mars 1965 après 39 jours de croisière de Hong-Kong à Marseille.
Plusieurs de ses compatriotes originaires de Salé lui succèderont en tant qu'ambassadeurs du Maroc en Chine à l'instar de Kacem Zhiri entre 1972 et 1974,, de Abderrahim Harakat entre 1975 et 1988 et de Abderrahman Bouchaara entre 1988 et 1994.
Dr Abderrahmane Zniber continuera par la suite à entretenir des relations avec la Chine. Il sera à nouveau accueilli à Pékin en compagnie de son épouse en octobre 1979 et s'entretiendra notamment avec Tan Zhenlin (en) vice-président du Comité permanent de l'Assemblée nationale populaire. Le couple se rendra notamment à Shanghai, Nankin, Wuhan et Chongqing.

## Vie familiale et descendance
Abderrahmane Zniber est l'époux de Khadija Seffar. "Madame l'ambassadrice" raconte ses souvenirs en Chine et les liens d'amitié qui les liaient, son mari et elle, à Zhou Enlai dans un entretien accordé en 2013 à la revue Diplomatica à l'occasion d'un numéro spécial célébrant les 55 ans des relations diplomatiques sino-marocaines.
Durant son séjour en Chine, Khadija Seffar Zniber a rencontré plusieurs grandes personnalités chinoises dont Zhou Enlai, le maréchal Chen Yi, Deng Xiaoping ou le président Mao Tsé-Tung qu'elle a rencontré à quatre reprises. Elle garde également un souvenir ému de Zhou Enlai, ministre chinois des affaires étrangères : « Il mangeait chez nous comme avec sa propre famille. Il aimait d'ailleurs le couscous sucré tfaya, qu'il mangeait toujours avec... des baguettes! ».
Khadija Seffar et son fils cadet Amal Zniber accordent également un long entretien télévisé à la chaîne nationale marocaine SNRT à l'occasion des 60 ans des relations sino-marocaines et seront reçus par S.E. M. Li-Li, ambassadeur chinois à Rabat.
Le frère du Dr Abderrahmane, Larbi Zniber (1917-1986), époux d'Oum Al Izz Sbihi, était interprète. Il fut collaborateur du vizir Abdallah Sbihi fils du Pacha de Salé Mohammed Ben Tayeb Sbihi puis membre du cabinet de Mbarek Bekkaï, Pacha de Sefrou puis premier chef de gouvernement du Maroc indépendant.
Abderrahmane Ben Mohammed Ben Brahim Ben Hajji Zniber et son frère Larbi Zniber sont aussi neveux de Tahar Ben Brahim Ben Hajji Zniber, le père de l'homme d'affaires et viticulteur Brahim Zniber leur cousin.
Les enfants d'Abderrahmane sont : Moncef Zniber docteur en chirurgie générale, Amal Zniber et Layla Zniber, premier médecin cardio-pédiatre du Maroc, épouse de Si Mohammed Hajoui et mère de Hakim Hajoui (en) (1983-), ambassadeur du Maroc à Londres depuis 2020.

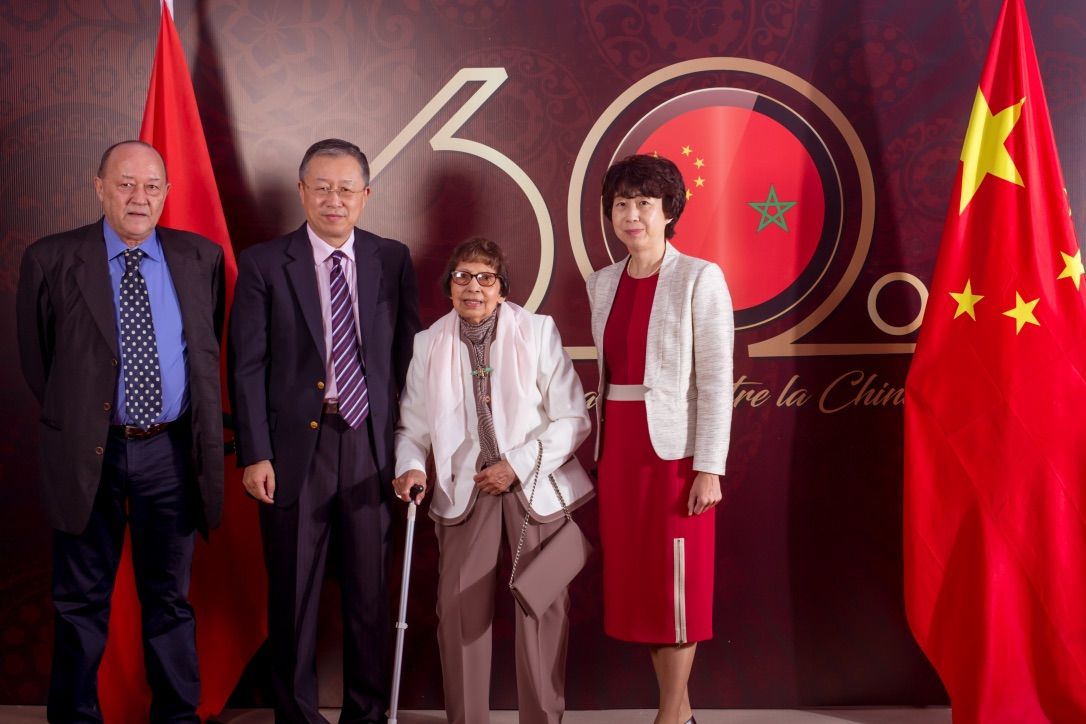
Madame l'ambassadrice Khadija Seffar, épouse du Dr Abderrahmane Zniber, et son fils Amal Zniber reçus par S.E. M. Li-Li ambassadeur chinois à Rabat à l'occasion du 60e anniversaire des relations sino-marocaines en 2018

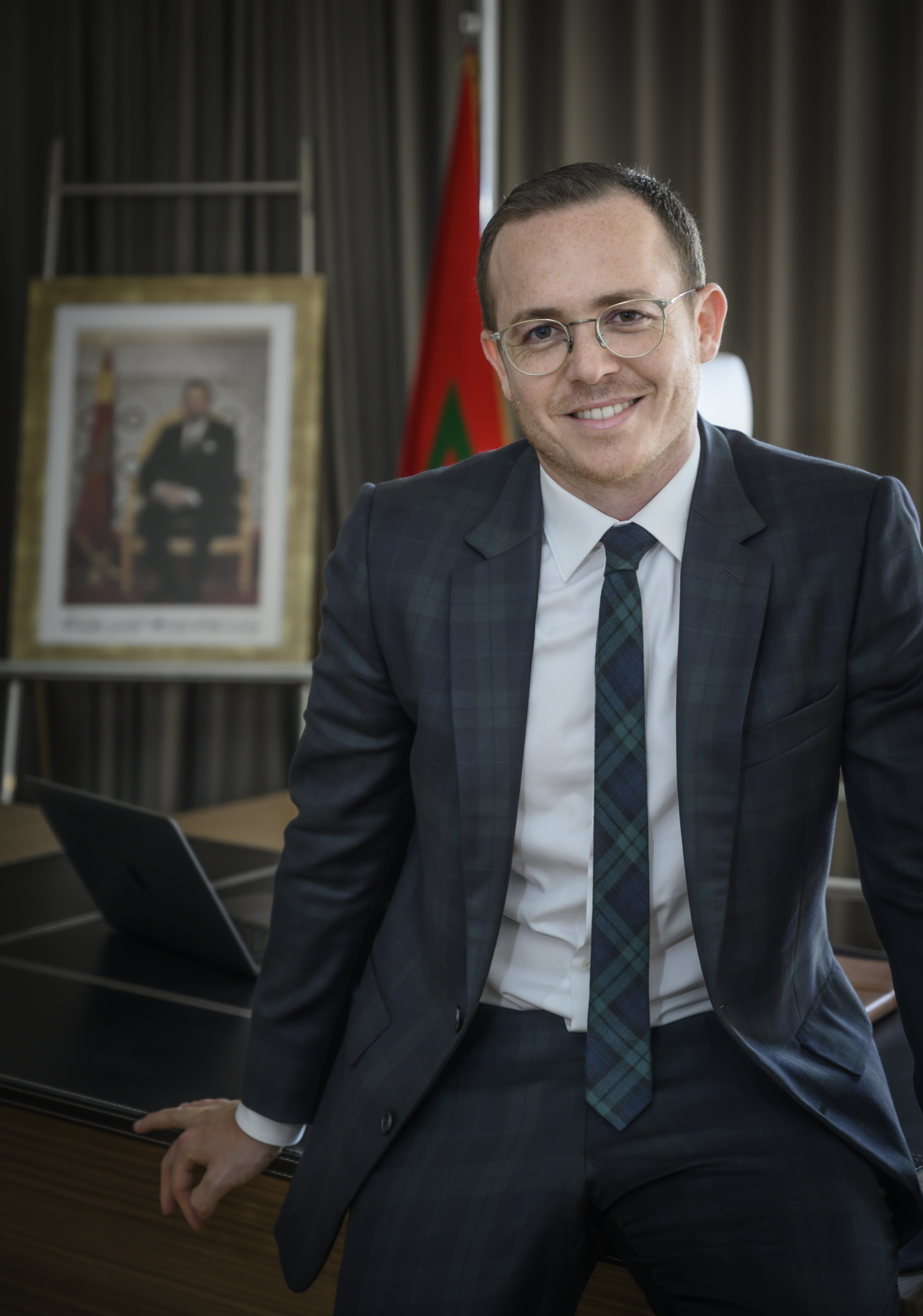
Hakim Hajoui (1983-), ambassadeur du Maroc à Londres depuis 2020, petit-fils du Dr Abderrahmane Zniber